# Cantó de Caors-Nord-Est
El cantó de Caors-Nord-Est és un cantó francès del departament de l'Òlt, situat al districte de Caors. Té 4 municipis i el cap és Caors.

## Municipis
- Caors
- La Magdalena
- La Ròca dels Arcs
- Valrofièr

## Història
| Data d'elecció                           | Identitat        | Partit | Qualitat |
| ---------------------------------------- | ---------------- | ------ | -------- |
| 1985-1992                                | Huguette Orliac  | MRG    |          |
| 1992-1998                                | Michel Roumegoux | UDF    |          |
| 1998-1999                                | Bernard Delpech  | UDF    |          |
| 1999-2002                                | Michel Roumegoux | PS     |          |
| 2002-                                    | Dominique Orliac | PRG    |          |
| les dades anteriors no són pas conegudes |                  |        |          |
|                                          |                  |        |          |